# Toxorhina flavida
Toxorhina flavida är en tvåvingeart som först beskrevs av Alexander 1913.  Toxorhina flavida ingår i släktet Toxorhina och familjen småharkrankar. Inga underarter finns listade i Catalogue of Life.